# Torpedo (film)
Pour les articles homonymes, voir Torpedo (homonymie).
Pour plus de détails, voir Fiche technique et Distribution.
Torpedo est un film franco-belge réalisé par Matthieu Donck, sorti en 2012.

## Synopsis
Michel Ressac a gagné un dîner avec Eddy Merckx dans le cadre d'une campagne de marketing d'un vendeur de canapés et espère en faire profiter son père, grand fan du champion cycliste. Mais pour décrocher effectivement son prix, il doit impérativement se présenter en famille au magasin. Michel, très isolé, tente le coup en se faisant accompagner du fils adoptif de ses voisins et de son ancienne petite amie. Mais il arrive trop tard et le prix lui échappe... Il décide alors de rejoindre, en « famille », le magasin de Brest pour réclamer son prix. Il s'ensuit une sorte de road movie initiatique, drôle et touchant sur le thème de la famille, composée, décomposée et recomposée.

## Fiche technique
- Titre : Torpedo
- Réalisation : Matthieu Donck
- Scénario : Matthieu Donck
- Photographie : Manuel Dacosse
- Montage : Damien Keyeux
- Production : Dominique Janne, Benoît Jaubert, Nadia Khamlichi, Jeremy Burdek, Adrian Politowski et Gilles Waterkeyn
- Sociétés de distribution : K2, Kaza Film, Ufilm
- Pays d'origine :  France
- Format : couleur
- Genre : comédie
- Durée : 89 minutes
- Dates de sortie : Belgique et France : 21 mars 2012

## Distribution
- François Damiens : Michel Ressac
- Audrey Dana : Christine, l'ex-petite amie de Michel
- Cédric Constantin : Kevin, le « fils »
- Christian Charmetant : Pascal Dumont, de « Sofa Life »
- Gustave de Kervern : le garagiste
- Eddy Merckx : lui-même
- Fabrice Rodriguez : Coach télémarketing
- Corentin Lobet : Télémarketeur
- Delphine Bibet : Brigitte
- Olivier Massart : Eric
- Jean-Jacques Rausin : Vendeur Sofa Life
- Catherine Salée : Françoise
- Patrick Descamps : Robert, l'oncle de Michel
- Jasmina Douieb : la vendeuse d'accueil
- Philippe Résimont : le père de Kevin
- Yoann Blanc : Policier Sofa Life
- Lara Hubinont : Stagiaire télémarketing

## Autour du film
Le film a été tourné :
- En Belgique (Vilvorde, Soignies, Horrues, Waterloo, Tervuren, Dilbeek, Grand-Leez), France, Bretagne